# Антун Херцег
Антун Херцег (Инђија, 9. новембар 1927) био је фудбалер Партизана и репрезентативац Југославије у периоду од 1950. до 1957.

## Биографија
Фудбал је почео да игра у родној Инђији, да би касније био првотимац новосадске Слоге (касније ФК Војводине) у којој се појавио на друголигашкој сцени у сезони 1949/50. Као талентованог играча прихватио га је београдски Партизан за који је од 1951. до 1958. - прво као лево крило, касније као леви бек - одиграо укупно 313 утакмица и постигао 101 гол (од тога у првенству 138 утакмица и 37 погодака). У том периоду "црно-бели" су освојили 3 Купa Југославије (1952, 1954 и 1957), а он је учествовао у освајању Купa 1957.
Играо је за „Б“ репрезентацију Југославије четири утакмице и дао два гола (1954—1956), за „А“ селекцију 12 утакмица и постигао два поготка. Дебитовао је 3. септембра 1950. у пријатељској утакмици са Шведском (2:1) у Стокхолму и као лево крило постигао победоносни гол, а опроштајну утакмицу одиграо је 5. маја 1957. против Грчке (0:0)у квалификацијама за Светско првенство у фудбалу 1958. у Атини играјући као леви бек у ужој одбрани са Беаром и Црнковићем.
По професији је био стоматолог. Кад је напустио Партизан, једно време је играо у Западној Немачкој, где је остао да ради као стоматолог.

## Репрезентативне утакмице (12)
| Ред бр. | Датум               | Врста | Место                      | Противник       | Резултат  | Голови    |
| ------- | ------------------- | ----- | -------------------------- | --------------- | --------- | --------- |
| 1.      | 3. септембар 1950.  | ПУ    | Солна, Шведска             | Шведска         | 1:2 (1:2) | 1:2 (27‘) |
| 2.      | 7. септембар 1950.  | ПУ    | Хелсинки, Финска           | Финска          | 3:2 (2:1) |           |
| 3.      | 10. септембар 1950. | ПУ    | Хелсинки, Финска           | Данска          | 1:4 (1:3) | 1:4 (64‘) |
| 4.      | 8. октобар 1950.    | ПУ    | Лондон, УК                 | Аустрија        | 7:2 (3:1) |           |
| 5.      | 6. фебруар 1951.    | ПУ    | Париз, Француска           | Француска       | 2:1 (1:1) |           |
| 6.      | 6. мај 1951.        | ПУ    | Милано, Италија            | Италија         | 0:0       |           |
| 7.      | 21. децембар 1952.  | ПУ    | Лудвигсхафен, Зап. Немачка | Западна Немачка | 3:2 (2:2) |           |
| 8.      | 16. јануар 1953.    | ПУ    | Каиро, Египат              | Египат          | 1:3 (1:1) |           |
| 9.      | 3. октобар 1954.    | ПУ    | Беч, Аустрија              | Аустрија        | 2:2 (1:2) |           |
| 10.     | 24. април 1956.     | КГ    | Будимпешта, Мађарска       | Мађарска        | 2:2 (1:1) |           |
| 11.     | 17. јун 1956.       | КГ    | Загреб, ФНРЈ               | Аустрија        | 1:1 (0:0) |           |
| 2.      | 5. мај 1957.        | КСП   | Атина, Грчка               | Грчка           | 0:0       |           |